# Дрогобицький солевиварювальний завод
Дрогобицький солевиварювальний завод (ДП «Солевиварювальний Дрогобицький завод», дрогобицька солеварня, дрогобицька жупа) — найстаріше діюче підприємство України та одне з найстаріших підприємств Східної Європи.

## Загальний опис

«Солевиварювальний Дрогобицький завод» — державне підприємство, основний вид діяльності якого — добування солі. Крім того, добування інших корисних копалин та розроблення кар'єрів. Працює за адресою: 82100, Львівська обл., місто Дрогобич, вулиця Солоний Ставок, будинок 27.
Вперше згадка про сіль з Дрогобича датується 1390 роком, коли Володислав Опольчик обдарував галицьке архієпископство десятиною солі з Дрогобича. Поширено вказують, що солеварня (жупа) безперервно працює починаючи з 1250 року. Ця дата не має під собою жодної документальної основи. Проте дрогобицька солеварня згадується вперше лише в джерелах кінця XIV століття.

## Історія
Дрогобицька солеварня щонайменше від XIV століття, а, можливо, раніше безперервно діяла на одному і тому ж місці, біля джерел «сировиці» — соляної ропи. Тому Дрогобицький солеварний завод, що працює й сьогодні, можна вважати найстарішим постійно діючим промисловим підприємством в Україні. Протягом століть розквіту Дрогобичу сприяла солеварня, яка постачала сіль не лише до Галичини і Закарпаття, але і для Волині, Холмської землі, Київщини.
За дрогобицькою сіллю прибували чумаки з різних кінців України — з Поділля, далекої Брацлавщини, Холмщини, Волині. На волинських пристанях над Случем і Горинню дрогобицьку сіль вантажили на річкові судна — ком'яги і сплавляли до Прип'яті, а далі Дніпром аж до самого Києва. Частина веж у Дрогобичі, Ясениці та інших навколишніх селах належала королю. На них змушували працювати селян, підданих монарху, який віддав жупу в оренду багатим італійським купцям, переважно генуезцям, що ходили з купецькими караванами з Італії через Львів і Буковину до Кримського міста Кафи.
Протягом XIV—XV століття вони майже безперервно були управителями й головними працівниками жупи (стара назва солеварні) в Дрогобичі — уміло догоджали королям і про власний зиск не забували. Італійці виробляли сіль високої якості. Вони значно розширили торговельні зв'язки Дрогобича з Європою. Та, діючи монопольно й наживаючись експлуатацією, часто спричиняли в місті конфлікти. 1491 року конфлікт італійців з дрогобичанами та приїжджими купцями розв'язувався королівським указом. При тому було постановлено, аби для вантаження солі вироблялися вози довжиною на 14 п'ядей, шириною на 17 соляних топок на дні і на 20 — вгорі, висотою на 20 топок, поставлених одна на одну. Віз такої конструкції вміщав 6000 топок солі. Незабаром, з метою дотримання вулиць в доброму стані, дрогобичани одержали право побирати 3 динари від воза, який переїжджав через місто із сіллю чи товарами.
З опису 1768 року знаємо, що вулиця Жупна (вона існує й досі) мала дерев'яний настил. Із територією жупи її єднав міст, побудований над досить глибоким тоді потоком Побук. У часі згадуваного опису на дрогобицькій жупі діяли дві криниці: Королівська (шурф № 1) і з відновленою приватністю — барона Гартенберга (шурф № 2). На обох дозволявся солевидобуток на користь так званого «шпиталю для убогих» — невеликої лікарні при костелі. 1565 року в Дрогобичі було виварено 26 тисяч бочок солі, в тому числі близько половини на приватних солеварнях, а решта на королівській жупі.
На даний час на підприємстві випускається продукція двох видів: «Сіль кухонна виварна йодована» і «Сіль кухонна виварна без добавок», які мають «Сертифікат відповідності Державної системи сертифікації УКРСЕПРО» зареєстрований в Реєстрі за № 11А 1.021.Х003763-07. Сіль відповідає вимогам ДСТУ 3583-97 (ГОСТ 13830-97) «Сіль кухонна. Загальні технічні умови».
В квітні 2019 року було заявлено про намір зробити завод туристичним об'єктом.
У вересні 2024 року Фонд державного майна України включив Єдиний майновий комплекс державного підприємства «Солевиварювальний дрогобицький завод» до переліку об'єктів, які підлягають приватизації. Своє рішення у Фонді пояснюють тим, що це — можливість для підприємства залучити інвесторів та підсилити виробничі потужності заводу. До Єдиного майнового комплексу підприємства входить дев'ять пам'яток архітектури місцевого значення. Відповідно до Закону України «Про охорону культурної спадщини», пам’ятка зможе бути приватизована лише за умови укладення майбутнім власником з відповідним органом охорони культурної спадщини охоронного договору на пам'ятку. Натомість керівництво громади та депутатський корпус одностайно відстоюють передачу заводу у комунальну власність територіальної громади та готові залучати підтримку від міжнародних фондів та партнерів задля збереження виробництва солі.

## Технологія
Технологія солевидобування передбачає таку послідовність основних операцій: випомповування розсолу з шахти — гравітаційне очищення розсолу шляхом відстаювання у відстійниках — випарювання солі в чренах — подрібнювання до товарної крупності — упаковування солі.

Шахта видобування ропи
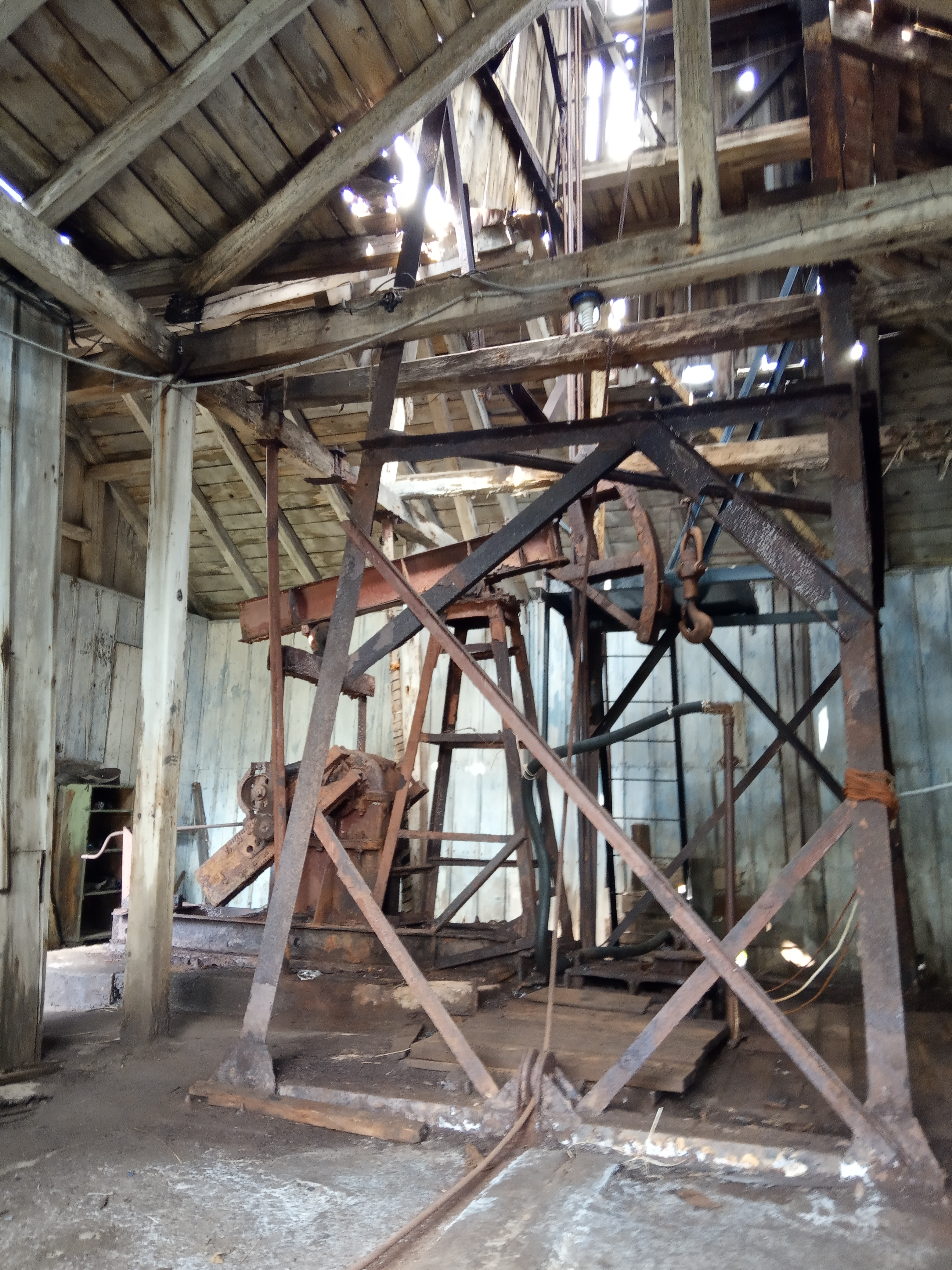
Колишнє надшахтне обладнання. Сучасне включає тільки насос і трубопроводи відпомповування розсолу.
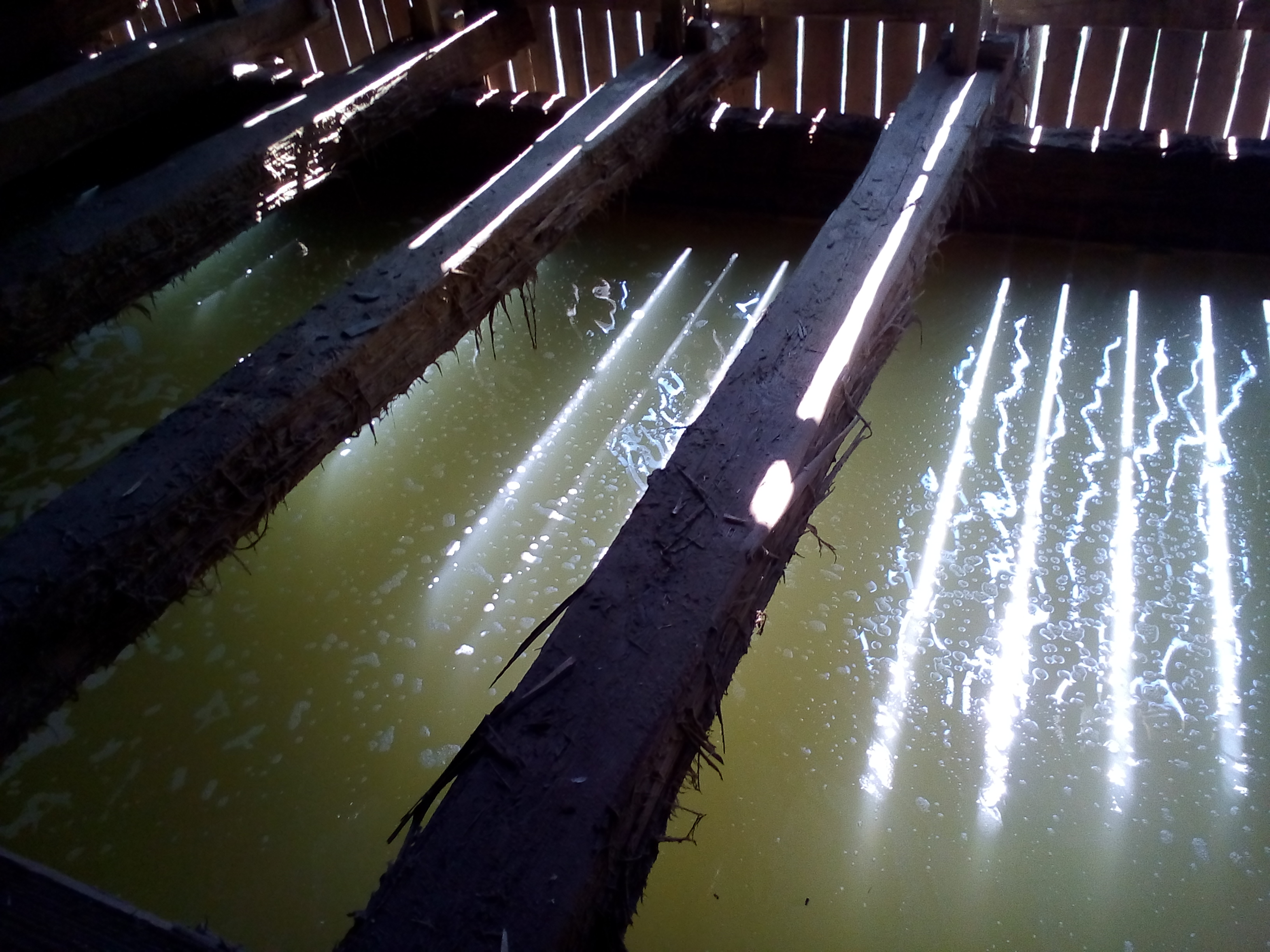
Відстійники ропи.
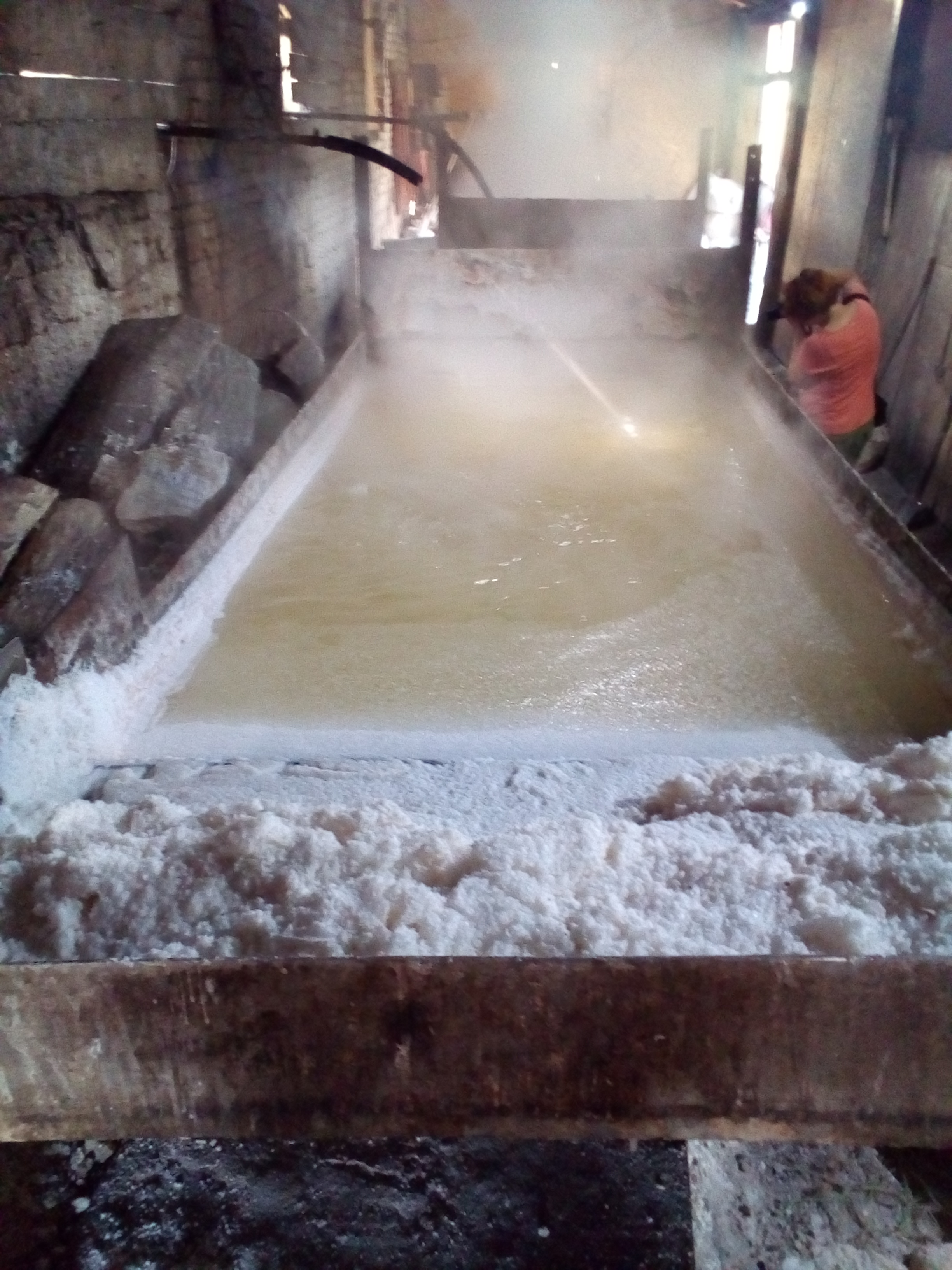
Чрени виварювання солі.
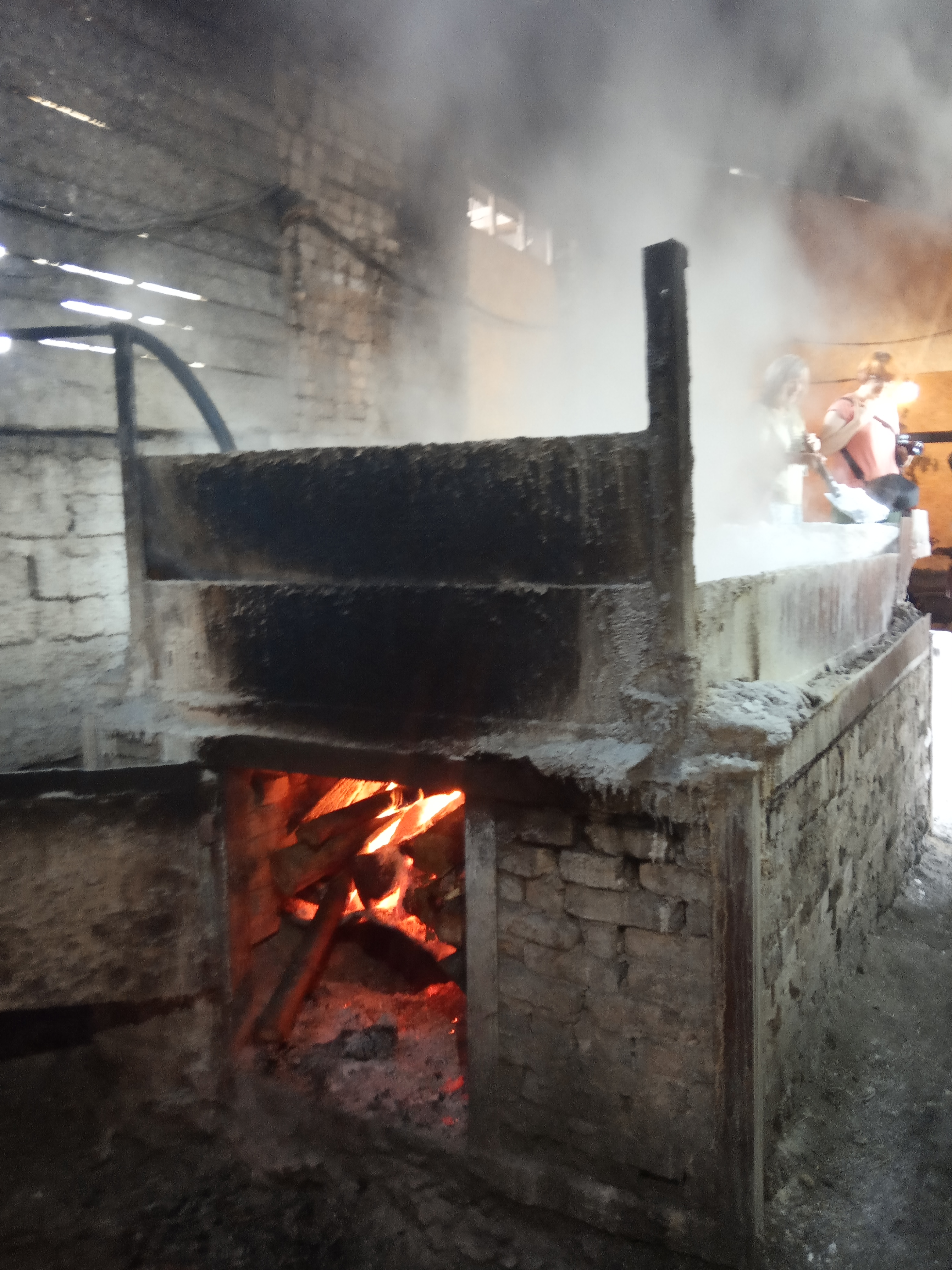
Топка під чренами випарювання солі.
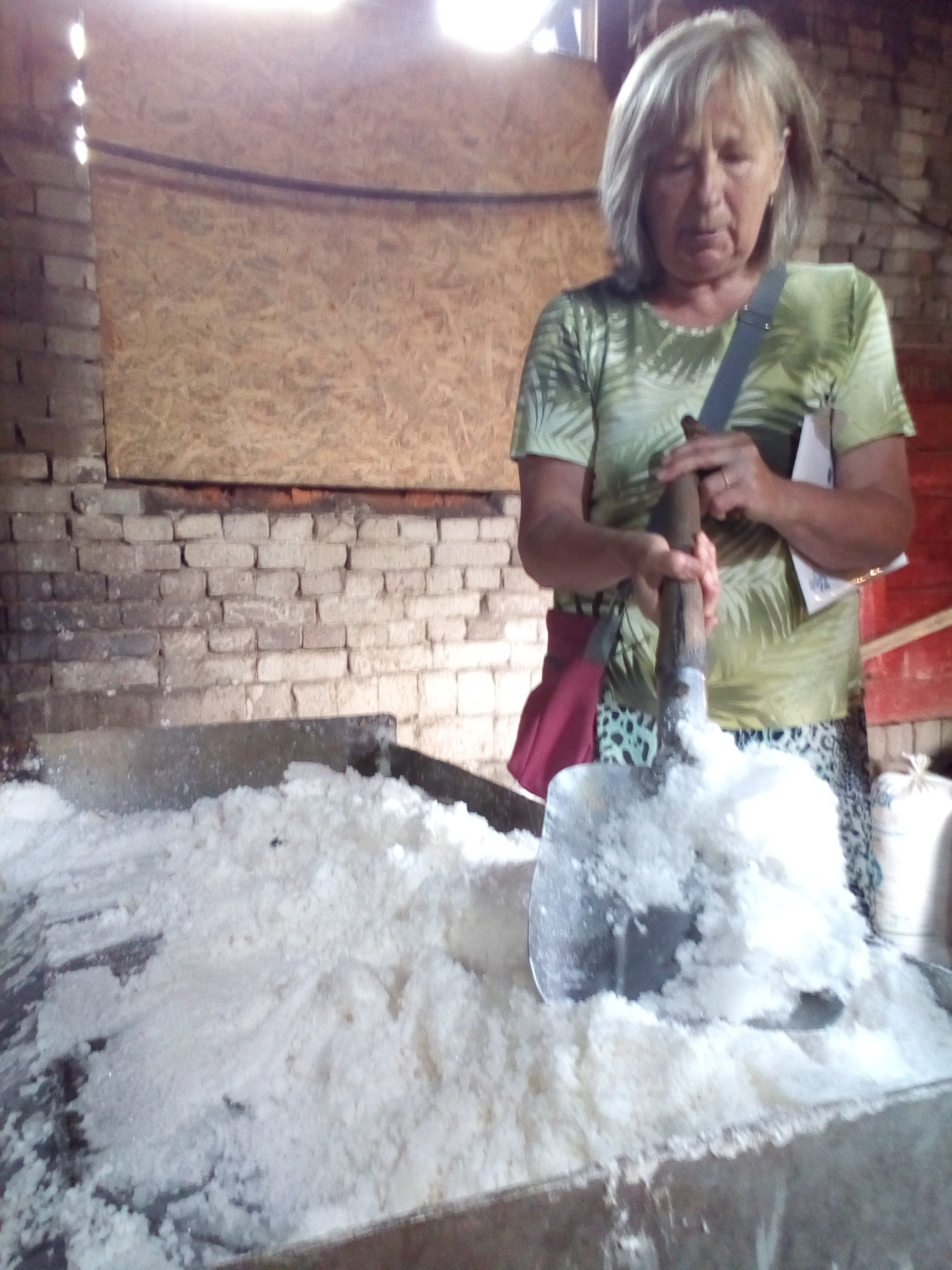
Відбір проб солі.
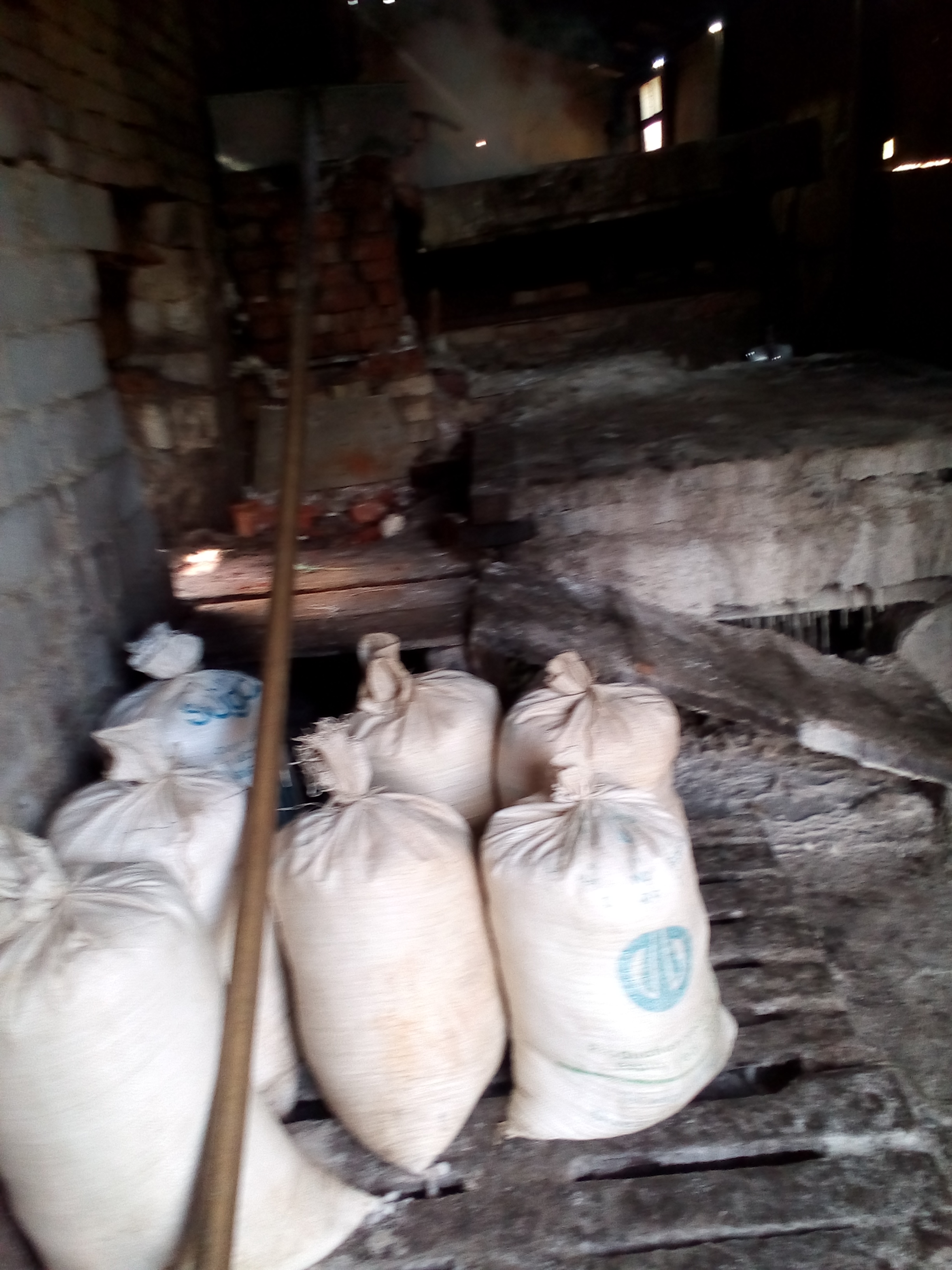
Готова продукція.